# نانومقیاس
محدوده اندازهٔ بین یک تا صد نانومتر را نانومقیاس گویند. در این ابعاد خواصی از مواد بروز می‌کند که در ابعاد بزرگتر (توده) دیده نمی‌شوند. برای برخی خواص این ابعاد را می‌توان تقریبی در نظر گرقت.
حداقل مقدار این محدوده یک نانومتر در نظر گرفته شده تا شامل اتمها و مولکول‌های منفرد نشود.